# Bahnstrecke Velgast–Tribsees/Franzburg
| Strecke nördlich von Tribsees im letzten Betriebsjahr |                                                          |                                      |                                      |
| |                                                          |                                      |                                      |
| Streckennummer (DB): | 6780 (Velgast–Tribsees)                                  |                                      |                                      |
| Kursbuchstrecke (DB): | 168                                                      |                                      |                                      |
| Kursbuchstrecke: | 112n (1934) 125e (1946)                                  |                                      |                                      |
| Streckenlänge: | Velgast–Tribsees: 30,3 km Neu Seehagen–Franzburg: 9,1 km |                                      |                                      |
| Spurweite: | 1435 mm (Normalspur)                                     |                                      |                                      |
| Streckengeschwindigkeit: | 50 km/h                                                  |                                      |                                      |
| |                                                          |                                      |                                      |
| \| \| \| von Stralsund Hbf \| \| \| \| 0,0 \| Velgast \| Velgast \| \| \| \| nach Prerow und nach Rostock Hbf \| \| \| \| 2,8 \| Heide (Meckl) \| Heide (Meckl) \| \| \| \| Barthe \| \| \| \| 3,9 \| Hövet \| Hövet \| \| \| 4,8 0,0 \| Neu Seehagen \| Neu Seehagen \| \| \| \| \| \| \| \| 3,1 \| Wolfshagen \| Wolfshagen \| \| \| 7,0 \| Müggenhall \| Müggenhall \| \| \| \| von Stralsund \| \| \| \| 9,1 \| Franzburg \| Franzburg \| \| \| \| nach Tribsees \| \| \| \| \| \| \| \| \| 5,9 \| Weitenhagen (Kr Stralsund) \| Weitenhagen (Kr Stralsund) \| \| \| 7,2 \| Behrenwalde (b Franzburg) \| Behrenwalde (b Franzburg) \| \| \| 8,1 \| Bärenhof \| Bärenhof \| \| \| 9,4 \| Koitenhagen \| Koitenhagen \| \| \| 11,5 \| Ravenhorst (Kr Ribnitz-Damgarten) \| Ravenhorst (Kr Ribnitz-Damgarten) \| \| \| 14,9 \| Forkenbeck \| Forkenbeck \| \| \| \| Anschluss LPG \| \| \| \| 17,2 \| Semlow \| Semlow \| \| \| 20,6 \| Stormsdorf \| Stormsdorf \| \| \| 22,2 \| Kavelsdorf (Kr Ribnitz-Damgarten) \| Kavelsdorf (Kr Ribnitz-Damgarten) \| \| \| 25,8 \| Landsdorf \| Landsdorf \| \| \| 27,7 \| Tribsees Landstraße \| Tribsees Landstraße \| \| \| \| Trebel \| \| \| \| 29,1 \| Tribsees Steintor \| Tribsees Steintor \| \| \| \| von Stralsund Hbf und von Greifswald \| \| \| \| 30,0 \| Tribsees \| Tribsees \| \| \| \| nach Rostock Hbf \| \| |                                                          |                                      |                                      |
| Strecke |                                                          | von Stralsund Hbf                    | von Stralsund Hbf                    |
| Bahnhof | 0,0                                                      | Velgast                              | Velgast                              |
| Abzweig ehemals geradeaus und nach rechts |                                                          | nach Prerow und nach Rostock Hbf     | nach Prerow und nach Rostock Hbf     |
| Haltepunkt / Haltestelle (Strecke außer Betrieb) | 2,8                                                      | Heide (Meckl)                        | Heide (Meckl)                        |
| Brücke über Wasserlauf (Strecke außer Betrieb) |                                                          | Barthe                               | Barthe                               |
| Haltepunkt / Haltestelle (Strecke außer Betrieb) | 3,9                                                      | Hövet                                | Hövet                                |
| Haltepunkt / Haltestelle (Strecke außer Betrieb) | 4,8 0,0                                                  | Neu Seehagen                         | Neu Seehagen                         |
| Verschwenkung von links (Strecke außer Betrieb) · Verschwenkung von rechts (Strecke außer Betrieb) |                                                          |                                      |                                      |
| Strecke (außer Betrieb) · Haltepunkt / Haltestelle (Strecke außer Betrieb) | 3,1                                                      | Wolfshagen                           | Wolfshagen                           |
| Strecke (außer Betrieb) · Haltepunkt / Haltestelle (Strecke außer Betrieb) | 7,0                                                      | Müggenhall                           | Müggenhall                           |
| Strecke (außer Betrieb) · Abzweig geradeaus und von links (Strecke außer Betrieb) |                                                          | von Stralsund                        | von Stralsund                        |
| Strecke (außer Betrieb) · Bahnhof (Strecke außer Betrieb) | 9,1                                                      | Franzburg                            | Franzburg                            |
| Strecke (außer Betrieb) · Strecke nach links (außer Betrieb) |                                                          | nach Tribsees                        | nach Tribsees                        |
| Verschwenkung nach links (Strecke außer Betrieb) |                                                          |                                      |                                      |
| Haltepunkt / Haltestelle (Strecke außer Betrieb) | 5,9                                                      | Weitenhagen (Kr Stralsund)           | Weitenhagen (Kr Stralsund)           |
| Haltepunkt / Haltestelle (Strecke außer Betrieb) | 7,2                                                      | Behrenwalde (b Franzburg)            | Behrenwalde (b Franzburg)            |
| Haltepunkt / Haltestelle (Strecke außer Betrieb) | 8,1                                                      | Bärenhof                             | Bärenhof                             |
| Haltepunkt / Haltestelle (Strecke außer Betrieb) | 9,4                                                      | Koitenhagen                          | Koitenhagen                          |
| Haltepunkt / Haltestelle (Strecke außer Betrieb) | 11,5                                                     | Ravenhorst (Kr Ribnitz-Damgarten)    | Ravenhorst (Kr Ribnitz-Damgarten)    |
| Haltepunkt / Haltestelle (Strecke außer Betrieb) | 14,9                                                     | Forkenbeck                           | Forkenbeck                           |
| Abzweig geradeaus und nach links (Strecke außer Betrieb) |                                                          | Anschluss LPG                        | Anschluss LPG                        |
| Haltepunkt / Haltestelle (Strecke außer Betrieb) | 17,2                                                     | Semlow                               | Semlow                               |
| Haltepunkt / Haltestelle (Strecke außer Betrieb) | 20,6                                                     | Stormsdorf                           | Stormsdorf                           |
| Haltepunkt / Haltestelle (Strecke außer Betrieb) | 22,2                                                     | Kavelsdorf (Kr Ribnitz-Damgarten)    | Kavelsdorf (Kr Ribnitz-Damgarten)    |
| Haltepunkt / Haltestelle (Strecke außer Betrieb) | 25,8                                                     | Landsdorf                            | Landsdorf                            |
| Haltepunkt / Haltestelle (Strecke außer Betrieb) | 27,7                                                     | Tribsees Landstraße                  | Tribsees Landstraße                  |
| Brücke über Wasserlauf (Strecke außer Betrieb) |                                                          | Trebel                               | Trebel                               |
| Haltepunkt / Haltestelle (Strecke außer Betrieb) | 29,1                                                     | Tribsees Steintor                    | Tribsees Steintor                    |
| Abzweig geradeaus und von links (Strecke außer Betrieb) |                                                          | von Stralsund Hbf und von Greifswald | von Stralsund Hbf und von Greifswald |
| Bahnhof (Strecke außer Betrieb) | 30,0                                                     | Tribsees                             | Tribsees                             |
| Strecke (außer Betrieb) |                                                          | nach Rostock Hbf                     | nach Rostock Hbf                     |

Die Bahnstrecke Velgast–Tribsees mit einem Abzweig nach Franzburg war eine normalspurige Eisenbahnstrecke in Mecklenburg-Vorpommern. Erbaut und betrieben wurde die Kleinbahn in Vorpommern zunächst von der Aktiengesellschaft Franzburger Südbahn (FSB), die nach dem Zweiten Weltkrieg verstaatlicht wurde. Der Name Franzburger Südbahn geht auf den damaligen Kreis Franzburg in der ehemals preußischen Provinz Pommern zurück.

## Streckenverlauf

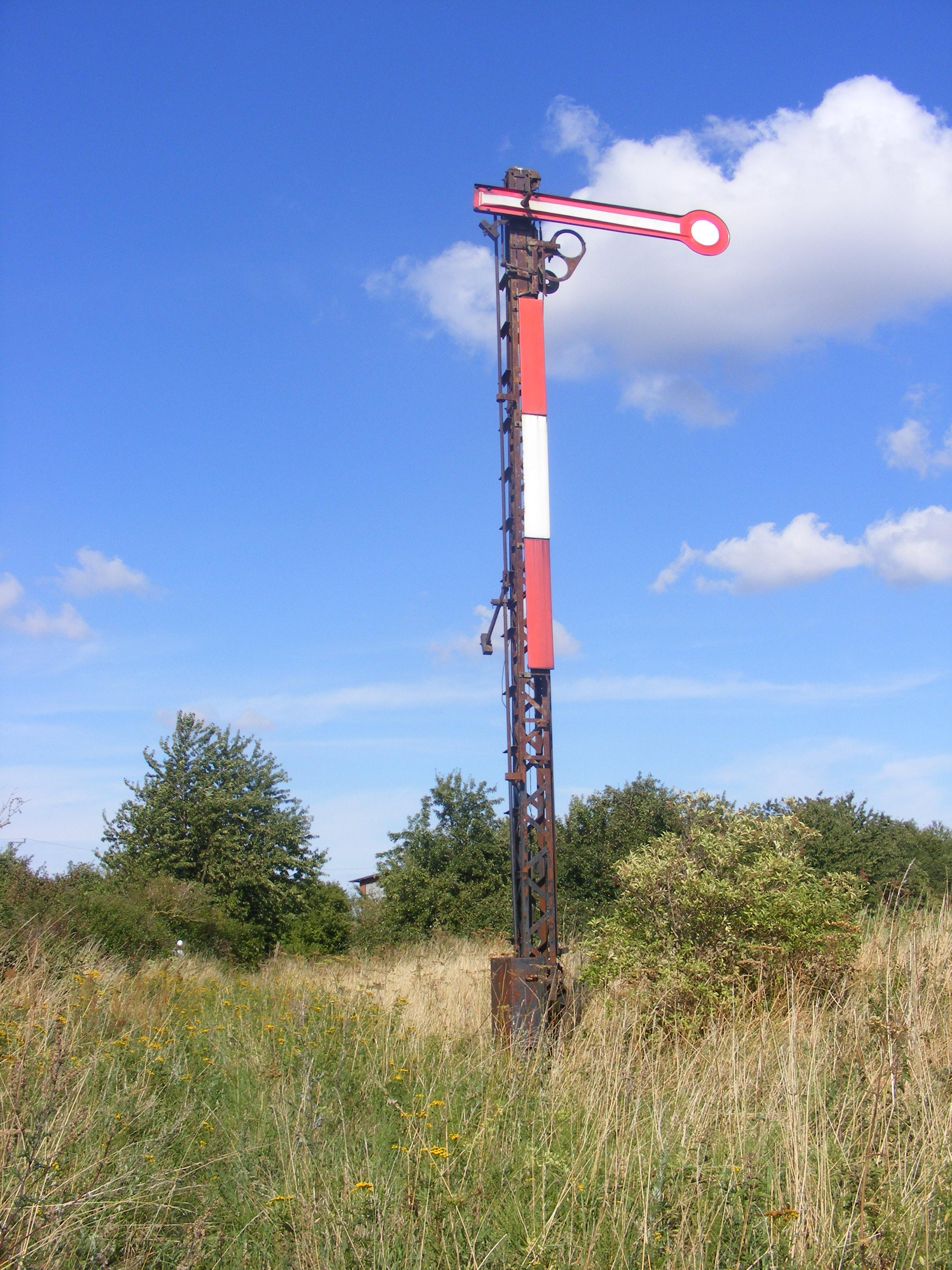
Einfahrsignal der Franzburger Südbahn in Velgast (2008)

Die insgesamt 39,5 Kilometer (neun davon entfallen auf den Abzweig nach Franzburg) lange Strecke begann auf dem Vorplatz des Bahnhofs Velgast der Staatsbahnstrecke Stralsund–Rostock. Ein eigenes Empfangsgebäude wurde nicht gebaut. Von dort führte sie weiter in Richtung Süden durch eine hügelige, teilweise bewaldete Landschaft. Charakteristische Merkmale der Strecke waren die einfache und deswegen recht kurvenreiche Trassierung sowie vor allem im Nordteil der Strecke der trotz der dünnen Besiedlung der Gegend sehr dichte Stationsabstand. Der Bahnhof Neuseehagen war die einfachste Form eines Keilbahnhofs mit einer Wartehalle zwischen den beiden sich in Richtung Tribsees und Franzburg verzweigenden Gleisen. Die Stammstrecke führte durch Wälder über Ravenhorst und Forkenbeck in einem Bogen über Semlow, den bedeutendsten Ort zwischen den beiden Endpunkten, weiter ins Trebeltal nach Tribsees. Die Stadt wurde im Bogen umfahren. Im Bahnhof Tribsees südlich der Stadt trafen außer der Staatsbahnstrecke (Großherzoglich Mecklenburgische Friedrich-Franz-Eisenbahn Rostock–Tribsees) drei Privatbahnen zusammen. Tribsees und Franzburg waren die einzigen Bahnhöfe der Strecke, die mit Empfangsgebäuden ausgestattet waren; alle anderen hatten, wenn überhaupt, nur einfache Wartehallen.

## Geschichte

### Vorgeschichte
Mitte des 19. Jahrhunderts war man in der Gegend von Tribsees mit den Verkehrsmöglichkeiten äußerst unzufrieden. Außer einfachen Landstraßen – meist nur bessere Feldwege – für Fuhrwerke gab es keinerlei Transportmöglichkeiten. Ein Ausbau der Trebel als Wasserstraße kam wegen Finanzschwierigkeiten nie über das Planungsstadium hinaus. Einzig Pferdeomnibusse erschlossen seit den 1850er Jahren Tribsees und Umgebung; so gab es Verbindungen nach Rostock, Stralsund und Grimmen.
In den 1880er Jahren gab es viele Bemühungen für einen Eisenbahnbau. So gab es Pläne für eine Strecke von Güstrow über Laage, Tessin, Tribsees, Franzburg und Richtenberg nach Stralsund. Dieses Vorhaben wurde aber ebenso wenig umgesetzt wie die Strecke von Rostock über Tessin und Dargun nach Grimmen, von der aus über eine Stichbahn Tribsees und Richtenberg erschlossen werden sollten. Eine Verlängerung der Bahnstrecke Teterow–Gnoien nach Stralsund kam nicht zur Ausführung. Alle Varianten scheiterten immer an der Finanzierbarkeit; denn der preußische Staat hatte keinerlei Interesse an solch unrentablen Strecken, und für die erschlossenen Gebiete war der Bau alleine nicht bezahlbar.
Nachdem 1892 das Preußische Kleinbahngesetz verabschiedet wurde, waren preiswert zu bauende und betreibende Bahnstrecken möglich. So wurde in der Folgezeit das Gebiet um Tribsees gleich von mehreren Bahnstrecken erschlossen.

### Organisation
Die AG Franzburger Südbahn wurde im April 1894 gegründet. Aktionäre waren zunächst das Land Preußen mit 318.000 Mark, die Provinz Pommern mit 321.000 Mark und der Kreis Franzburg-Barth mit 335.000 Mark. Die restlichen 112.000 Mark hielten Privatpersonen und die Firma Lenz & Co., die Betreiber der Strecke wurde.
Die Betriebsführung ging am 1. April 1910 auf die Kleinbahn-Abteilung des Provinzialverbands der Provinz Pommern in Stettin über. Am 22. September 1919 trat an deren Stelle die Vereinigung vorpommerscher Kleinbahnen GmbH in Stettin, zeitweise in Stralsund, und am 1. April 1937 die Landesbahndirektion Pommern.
Nach Ausscheiden der Firma Lenz & Co. hielten Provinz und Kreis jeweils über 40 Prozent des Kapitals. Neben 14 Prozent Beteiligung des Staates waren die Anteile des Nachbarkreises Grimmen und der Städte Barth und Tribsees mit insgesamt 2,6 Prozent kaum erwähnenswert.
Ab 1. Januar 1940 wurde die Franzburger Südbahn in die Körperschaft des öffentlichen Rechts Pommersche Landesbahnen eingegliedert. Ihre neue Bezeichnung lautete Franzburger Bahnen (Süd) mit Betriebsleitung in Tribsees.
Die neue Organisation löste sich jedoch schon Anfang 1945 mit dem Ende des Krieges auf. Die Landesbahnverwaltung hatte sich vor der Roten Armee aus Stettin nach Greifswald und Binz auf Rügen zurückgezogen, wurde dann aber nach Demmin verlegt. Sie übernahm ab 1. Januar 1947 als Hauptverwaltung der Eisenbahnen des Landes Mecklenburg-Vorpommern die Führung der übrigen ehemaligen Privatbahnen im Lande, bis diese am 1. April 1949 Teil der Deutschen Reichsbahn wurden.

### Streckengeschichte

#### Anfangsjahre
Die Stammstrecke der Kleinbahn wurde von Velgast am 23. November 1894 bis Ravenhorst und ab 19. Mai 1895 zum Endpunkt in Tribsees eröffnet. Sie war die erste der vier Bahnstrecken, die Tribsees erreichten. Seit dem 18. Oktober 1898 gab es einen Abzweig von Neuseehagen zur Kreisstadt Franzburg. 1900/01 wurden beide Streckenendpunkte durch die Eisenbahn-Gesellschaft Stralsund-Tribsees mit Stralsund über Richtenberg verbunden.
Das Verkehrsaufkommen war, vor allem auf dem Franzburger Ast, stets gering. Zwar fuhren in den ersten Betriebsjahren zwei Zugpaare bis Tribsees und drei bis Franzburg. Nach Eröffnung der direkten Strecke nach Stralsund wurde das Angebot aber ausgedünnt. 1905 fuhren zwei Zugpaare nach Franzburg, nach Tribsees mittwochs, sonnabends und feiertags zwei, ansonsten eins. 1929 beschränkte sich das Angebot auf ein Zugpaar werktags nach Tribsees und zwei nur mittwochs nach Franzburg. 1930 wurde der Personenverkehr nach Franzburg ganz eingestellt, es verblieb nur ein spärlicher Güterverkehr.
1935 beförderte die FSB 8848 Personen und 30.157 Tonnen Güter.

#### Nach dem Zweiten Weltkrieg
Nach dem Ende des Zweiten Weltkrieges wurde die Verbindung von Tribsees über Franzburg nach Stralsund wie auch die anderen Tribsees bedienenden Strecken nach Rostock und Grimmen als Reparation an die Sowjetunion abgebaut. Ausgerechnet die Franzburger Südbahn, die unbedeutendste Strecke in der Region, blieb weiter bestehen.
Nach dem Abbau der anderen Strecken in der Region (siehe Liste der als Reparationsleistung abgebauten Eisenbahnstrecken) wurde nach dem Zweiten Weltkrieg der Personenverkehr auch in Richtung Franzburg wieder aufgenommen. Das Angebot blieb bis zur Einstellung des Verkehrs auf beiden Abschnitten bei drei Zugpaaren nach Franzburg und vier bis Tribsees, sonntags zeitweise etwas weniger. Die Personenzüge wurden teils als gemischte Züge (mit Güterbeförderung), teils als Triebwagen gefahren. Auf dem Streckenast nach Tribsees kamen ab 1963 im Personenverkehr nur noch Triebwagen zum Einsatz; zusätzlich verkehrten meist zwei Güterzüge am Tag. Auf dem Franzburger Ast blieb es bis zur Einstellung des Personenverkehrs bei den gemischten Zügen. Zum Einsatz kamen Lokomotiven der Baureihe 91 und Triebwagen der Baureihe VT 135.
Der Personenverkehr auf dem Abzweig nach Franzburg wurde am 1. Dezember 1968 oder 13. Januar 1969 eingestellt. Im Güterverkehr wurde der Abschnitt bis zum 1. April 1977 weiterbetrieben, allerdings fuhren seit dem 1. Januar 1972 nur noch während der Erntesaison Güterzüge.

#### Investitionen in den 1970er und 1980er Jahren
Für die Strecke Velgast–Tribsees gab es Mitte der 1960er Jahre Stilllegungspläne, da der Verkehr rückläufig war. Insbesondere war für die Verkehrssicherung eine grundlegende Streckensanierung nötig. Da sich aber die örtliche Landwirtschaft stark für den Schienenverkehr engagierte, blieb die Strecke erhalten. So wurde Ende der 1960er Jahre mit einer Oberbausanierung begonnen, die 1975 fertiggestellt wurde. Selbst der Streckenabschnitt nach Franzburg erhielt nochmals einen neuen Oberbau, obwohl die Stilllegung hier schon absehbar war.
Probeweise seit 1969 und kontinuierlich seit Mitte der 1970er Jahre wurde der Personenverkehr nach Tribsees mit Schienenbussen der Baureihe VT 2.09 (später DR-Baureihe 171 beziehungsweise DB-Baureihe 771) durchgeführt, die zuletzt für die rund 30 Kilometer lange Strecke wegen niedriger Streckengeschwindigkeit etwa eine Stunde brauchten.

### Verkehrszusammenbruch nach 1989/1990
Mit den wirtschaftlichen Veränderungen bedingt durch die Wende 1989/90 brach der Verkehr fast vollkommen weg. Waren 1990/1991 noch zwei Nahgüterzüge pro Richtung im Fahrplan enthalten, so war es 1991/1992 nur noch ein Zugpaar, welches nur bei Bedarf verkehrte. Der Güterverkehr wurde offiziell am 1. Januar 1995 eingestellt, fand aber de facto bereits in den vorhergehenden Jahren kaum noch statt. So wurden 1993 nur 33 t und 1994 7 t Güter im gesamten Jahr befördert. Zum Einsatz kamen Lokomotiven der Baureihe V 60 (später als Baureihe 106 und bei der DB 346 geführt), die beim Ausfall des Triebwagens gelegentlich auch Personenzugleistungen übernahmen.
Personenverkehr wurde noch bis zum 27. Mai 1995 durchgeführt; allerdings beschränkte sich das Fahrgastaufkommen fast vollständig auf einen geringen Schülerverkehr auf der Relation Landsdorf–Tribsees.
Die letzte Fahrt auf der Strecke fand am 27. April 1996 im Rahmen einer Sonderfahrt statt. Beim Umbau des Bahnhofs Velgast wurden alle Verbindungsgleise zur Hauptstrecke unterbrochen und teilweise entfernt. Später wurde von den umliegenden Gemeinden ein Draisinenbetrieb in Erwägung gezogen, welcher aber nicht realisiert werden konnte. Besondere Probleme bereiteten die anfallenden Kosten für die teilweise Wiederherstellung der Infrastruktur in Form von Bahnübergängen und fehlenden Gleisen auf der Strecke.

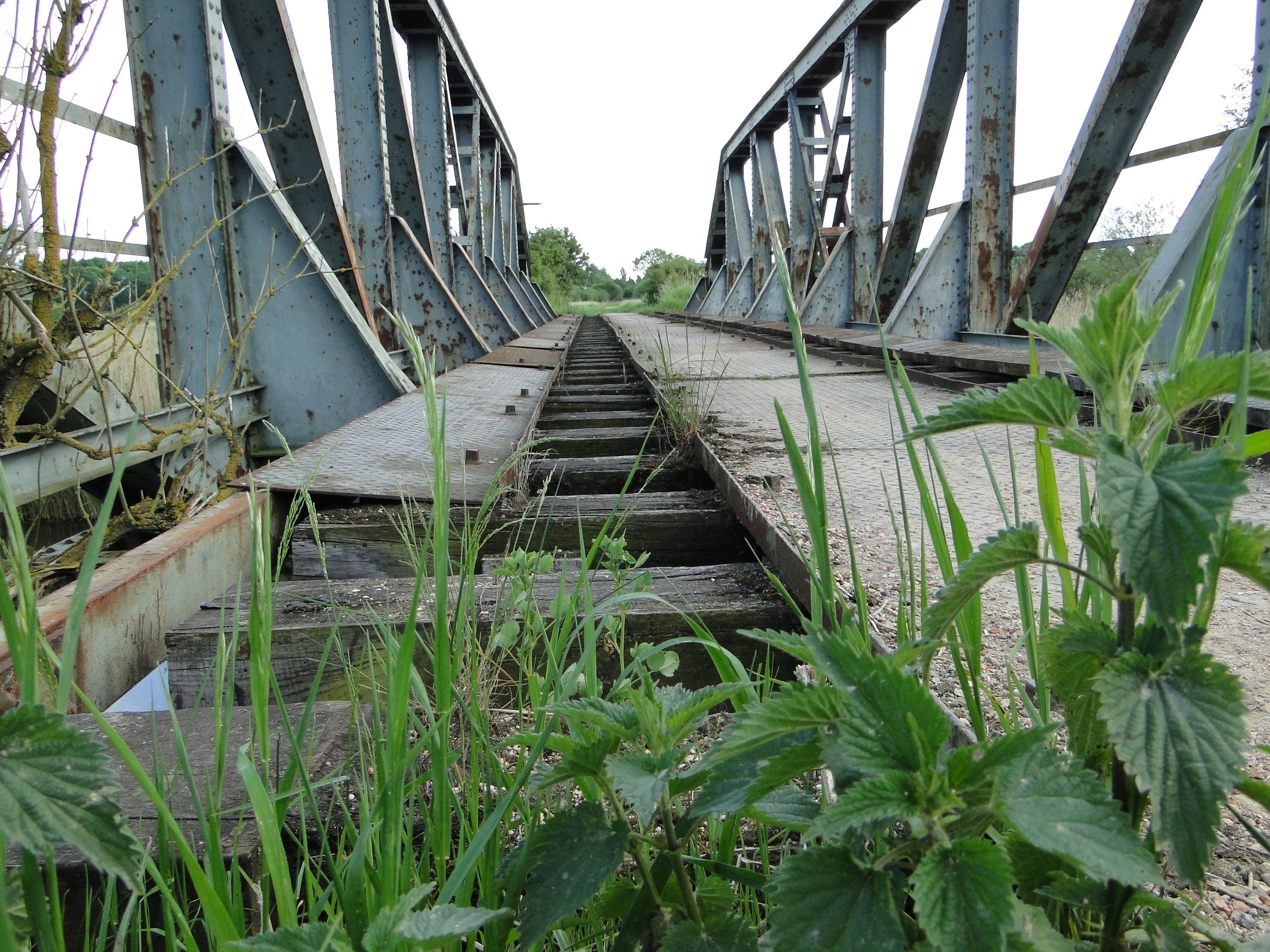
Trebelbrücke ohne Gleis bei Tribsees im Mai 2014

Im August 2008 wurden im Bahnhof Tribsees alle Gleisanlagen komplett entfernt. Bis zum 18. November 2010 wurde die Strecke bis Velgast fast vollständig abgebaut. Lediglich in der Nähe des Bahnhofs Velgast, am jetzt privaten Beamtenhaus, liegen noch einzelne Schienen.